# Championnat d'Amérique du Sud féminin de volley-ball des moins de 18 ans 2016
Navigation
Édition précédente Édition suivante
Le 20e championnat d'Amérique du Sud féminin de volley-ball des moins de 18 ans s'est déroulé du 24 au 28 août 2016 au complexe sportif Manuel Bombilla (es) de Lima au Pérou. Il a mis aux prises huit équipes et a été remporté par le Brésil, tenant du titre.

## Équipes présentes
- Argentine
- Bolivie
- Brésil
- Chili
- Colombie
- Pérou
- Uruguay
- Venezuela

## Classement final
| Place              | Équipe    |
| ------------------ | --------- |
| Médaille d'or      | Brésil    |
| Médaille d'argent  | Pérou     |
| Médaille de bronze | Argentine |
| 4                  | Colombie  |
| 5                  | Chili     |
| 6                  | Bolivie   |
| 7                  | Uruguay   |
| 8                  | Venezuela |